# Thabazimbi Local Municipality
Thabazimbi (englisch Thabazimbi Local Municipality) ist eine Lokalgemeinde  im Distrikt Waterberg der südafrikanischen Provinz Limpopo. Der Sitz der Gemeindeverwaltung befindet sich in Thabazimbi. John Michael Fischer (Thabazimbi Residents Association) ist der Bürgermeister.
Benannt ist die Gemeinde nach der Nord-Sotho-Phrase „Thaba ya Tsipi“, was „Berg aus Eisen“ bedeutet, unter Bezug auf die Eisenerzminen in den örtlichen Bergen.
Bei den Kommunalwahlen 2016 löste eine Koalition aus Democratic Alliance, Economic Freedom Fighters und weiteren Parteien den African National Congress ab.

## Städte und Orte
- Amandelbult (Amandelbult Mine Town)
- Dwaalboom
- Leeupoort
- Northam
- Rooiberg
- Thabazimbi

## Bevölkerung
Gemäß der Volkszählung von 2011 lebten in der Gemeinde 85.234 Einwohner in 25.080 Haushalten auf einer Fläche von 11.190,14 km². Davon waren 84,3 % schwarz und 14,4 % weiß. Erstsprachen waren zu 38 % Setswana, zu 14,5 % Afrikaans, zu 11,4 % isiXhosa, zu 7,3 % Sepedi, zu 6,8 % Xitsonga, zu 3,6 % Sesotho, zu 3,3 % Englisch, zu 2 % isiZulu, zu 1,2 % Tshivenda, zu 0,9 % isiNdebele und zu 0,7 % Siswati.